# Gare d'Osakajō-kōen
La gare d'Osakajō-kōen (大阪城公園駅, Osakajō-kōen-eki) est une gare ferroviaire de la ville d'Osaka au Japon. Elle est située dans l'arrondissement de Jōtō, en bordure du parc du château d'Osaka. La gare est gérée par la JR West.

## Situation ferroviaire
La gare d'Osakajō-kōen est située au point kilométrique (PK) 16,7 de la ligne circulaire d'Osaka.

## Histoire
La gare a été inaugurée le 1er octobre 1983.

## Service des voyageurs

### Accès et accueil
La gare dispose d'un bâtiment voyageurs, avec guichet, ouvert tous les jours.

### Desserte
- Ligne circulaire d'Osaka.
  - voie 1 : direction Kyōbashi et Osaka
  - voie 2 : direction Tsuruhashi et Tennōji

## Dans les environs
- Osaka Business Park
- Osaka-jō Hall
- Siège social de Sumitomo Life